# Marta Walczykiewicz
Marta Anna Walczykiewicz (1 de agosto de 1987) é uma canoísta de velocidade polonesa, medalhista olímpica.

## Carreira
Marta Walczykiewicz representou seu país na Rio 2016 e ganhou a medalha de prata no prova do K1-200m.